# Orcus
90482 Orcus er et trans-Neptunsk objekt i Kuiperbæltet i vores solsystem. Det har en diameter på omtrent 910 kilometer. Orcus blev opdaget i 2004 af de tre amerikanske astronomer Chad Trujillo, Mike Brown (California Institute of Technology) og David Rabinowitz (Yale University).
I 2005 viste optagelser fra Hubble-rumteleskopet, at Orcus havde en tilhørende måne med en omløbstid på lidt under 10 dage. Orcus' måne blev i 2010 navngivet Vanth.

## Links
- 20 February, 2004, BBC News: New world found far beyond Pluto

| Astronomi | Spire Denne artikel om astronomi er en spire som bør udbygges. Du er velkommen til at hjælpe Wikipedia ved at udvide den. |